# الجيش الإمبراطوري الروسي
الجيش الإمبراطوري الروسي هو القوة البرية للإمبراطورية الروسية منذ عام 1721 حتى سقوط الإمبراطورية عام 1917 على إثر ثورة أكتوبر. وقد شكل الجيش الإمبراطوري الروسي أحد أكبر القوى العسكرية في أوروبا والعالم. وبعد قيام الاتحاد السوفيتي تأسس الجيش الأحمر.

## النشأة
أبقى القياصرة الروس قبل تولي بيتر السلطة على قوة عسكرية مكونة من فيالق مشاة عالية التدريب (قوات ستريليتس) عرفوا بانضباطهم ومهارتهم وفي وقت الحرب يتم إضافة قوات من المزارعين لهم.
أفواج النظام الجديد أو أفواج النظام الأجنبي (Полки нового строя أو Полки иноземного строя، بولكي نوفوغو (إينو زيمنوغو) سترويا) هو المصطلح الروسي الذي يصف القوات التي أنشئت في روسيا في القرن السابع عشر وفقا للمصادر العسكرية في أوروبا الغربية.
كانت هذه القوات متعددة الأفواج من مشاة إلى دراغون إلى ريذير. في 1631 أنشئ الروس فوجين في موسكو وخلال الحرب الروسية البولندية تم إضافة ستة أفواج مشاة وفوج دراغون وفوج ريذير. في البدء تم تجنيد أطفال البويار والستريليت والقوزاق والمتطوعين وكانت القيادة في الغالب متكونة من أجانب وتم إلغاء أغلب الأفواج بعد الحروب ليتم إنشاؤها في وقت الحرب مرة أخرى. كان المشاة والدراغون يخدمون في الجيش مدى الحياة أما الريذير يتقاضون أجرهم أراضي صغيرة وأطفال البويار يتقاضون أجرهم مالا أو أرضا.
في 1681 كان هناك ثلاثة وثلاثون فوج مشاة (61000 رجل) وخمسة وعشرين فوج دراغون وريذير (29000 رجل). في نهاية القرن السابع عشر شكلت قوات أفواج النظام الجديد أكثر من نصف القوات الروسية وفي بداية القرن الثامن عشر شكلت نواة الجيش النظامي.

## الخدمة العسكرية
أدخل بيتر الأول الخدمة العسكرية إلى الإمبراطورية الروسية في ديسمبر 1699 غير أن بعض المصادر تقول أن أباه هو من أحدثها. سمي المجندون بالملتحقين بالجيش في روسيا (ليس المجندين الطوعيين الذي لم يظهروا حتى القرن العشرين).
أنشئ بيتر جيشا عصريا نظاميا على الطراز الألماني لكن كان هناك اختلاف حيث أن الضباط لم يكونوا فقط من النبلاء بل حتى المجندون الموهوبون تمت ترقيتهم إلى ضباط. كان تجنيد الفلاحين وسكان المدن يتم بنظام الحصص حسب التقسيم في البدء اعتمد على عدد الأسر وفي الآخر اعتمد على عدد السكان.
في القرن الثامن عشر كان التجنيد مدى الحياة في 1793 تم خفضه إلى خمسة وعشرين سنة وفي 1834 إلى عشرين سنة إضافة إلى خمس سنوات في الاحتياط ليصل إلى إثني عشرة سنة وثلاث سنوات في الاحتياط في 1855.

## التاريخ العسكري

### الحرب الروسية العثمانية من1676إلى1681
الحرب الروسية التركية 1676-1681 هو الصراع الذي دار بين الإمبراطوريتين الروسية والعثمانية في النصف الثاني من القرن السابع عشر، مع هدف الهيمنة الإقليمية على أوكرانيا انطلاقامن المدينة الاستراتيجية شيهيرين على الضفة اليمنى لنهر الدنيبر وهذا يعني، في غرب أوكرانيا. بعد الحرب، تم ترسيم الحدود العثمانية الروسية في نهر الدنيبر.

الامبراطورية الروسية في عام 1866 وبالأخضر الخفيف الأراضي تخضع لتأثير الامبراطورية.

### حرب القرم (1687-1689)
هزيمة الجيش الروسي في محاولة لغزو خانات القرم من أجل الوصول إلى بحر آزوف. تسرع استيلاء بيتر الأول المستقبلي على السطلة.

### الحرب الشمالية العظمى (1700 - 1721)
من 1700 حتي 1721، شهدت الحرب الشمالية العظمى صداما بين السويد (مع الإمبراطورية العثمانية من 1710 حتي 1711) وائتلافا من روسيا والدنمارك والنرويج وساكسونيا وبولندا (و انضمت أيضا بروسيا وهانوفر ابتداء من 1715).
قامت السويد بانجازات كبيرة ولكن في النهاية روسيا بقيادة بطرس الأكبر أصبحت القوة المهيمنة على بحر البلطيق، وأحد أهم المشاركين في سياسات الدول الأوروبية.

### الحرب الروسية الإيرانية (1722 - 1723)
الحروب الروسية الفارسية[ ؟ ] 1722-1723 والمعروفة في التاريخ الروسي بحملة بطرس الأكبر الفارسية، كانت حربا بين روسيا وبلاد فارس، إيران حاليا. اندلعت الحرب بمحاولة القيصر[ ؟ ] لتوسيع نطاق النفوذ الروسي في منطقتي بحر قزوين وجنوب القوقاز والحيلولة دون منافستها من الإمبراطورية العثمانية، والحصول على أراضي جديدة في هذه المنطقة على حساب القاجارين المتراجعين.
قبل الحملة، أبرم بيتر الأول من روسيا تحالفا مع الملك الجورجي فاختانغ السادس من كارتلي ومع كاثوليكوس أرمينيا اسدفادزادور. هؤلاء الزعماء المسيحيين يسعون للحصول على المساعدة الروسية في قتالهم ضد القوتان المسلمتان: تركيا وبلاد فارس.
في تموز/يوليو 1722، ركب الجيش الامبراطوري، الذي لديه نحو 22٬000 رجل، في قوارب شيدت حديثا من اسطول بحر قزوين بقيادة الاميرال فيودور ابراسكين من أستراخان. وانضم اليهم في وقت لاحق حوالي 22000 فارس من القوزاق وساروا على الطرق من فولجوجراد. في 23 غشت 1722 تستولى الجيش الروسي على دربند في جنوب داغستان.
ومع ذلك، خلال فصل الخريف من هذا العام اضطرت العواصف في بحر قزوين بطرس الكبير للعودة إلى استراخان، ومغادرته الحامية الروسية الموجودة في ديربند وسفياتوي كريست. في أيلول/سبتمبر 1722 نزل فاختانغ السادس في معسكر غاندجا مع جيش مجتمع من الجورجيين والأرمن يتكون من 40٬000 رجل للانضمام إلى الحملة الروسية المتقدمة.
في ديسمبر 1722 استولت القوات البرية والبحرية تحت قيادة الجنرال الروسي ميخائيل ماتوسخين على رشت وشرعت في التقدم نحو باكو في تموز/يوليو 1723. نجاح الحملة العسكرية الروسية والغزو التركي الأراضي الفارسية في جنوب القوقاز في فصل الربيع من 1723 اضطر حكومة فتحعلي شاة للتوقيع على معاهدة سلام سان بطرسبرغ التي اقرت بتحول مدن ديربند وباكو والمقاطعات الفارسية شرفان[ ؟ ] وكیلان ومازندران وكلستان إلى السيطرة الروسية في 12 شتنبر 1723.

### الحرب الروسية العثمانية من1806إلى1812
بدأت ثامن الحروب الروسية التركية من (1806 إلى 1812) عندما قام الصرب بثورة ضد الامبراطورية العثمانية. سعى المتمردون مساعدة أولى من النمسا ولكنهم توقعواأنهم لن يحصلوا على شيء وتحولوا إلى الروس. كما كانت عيونهم تلتفت صوب فرنسا نابليون لكن لم يتمكنوا من الحصول على دعم مالي ودبلوماسي. انتظر القيصر ألكسندر الأول اقتراب الفرنسيون من الامبراطورية العثمانية للموافقة على إرسال قوات.
في نهاية الحرب، ضمت الإمبراطورية الروسية إلى صربيا. أوقف القيصر الحرب ضد السلطان لابقاء قواته مستعدة لمحاربة فرنسا.
كسبت روسيا هذه الحرب.

### الحرب الوطنية (1812)

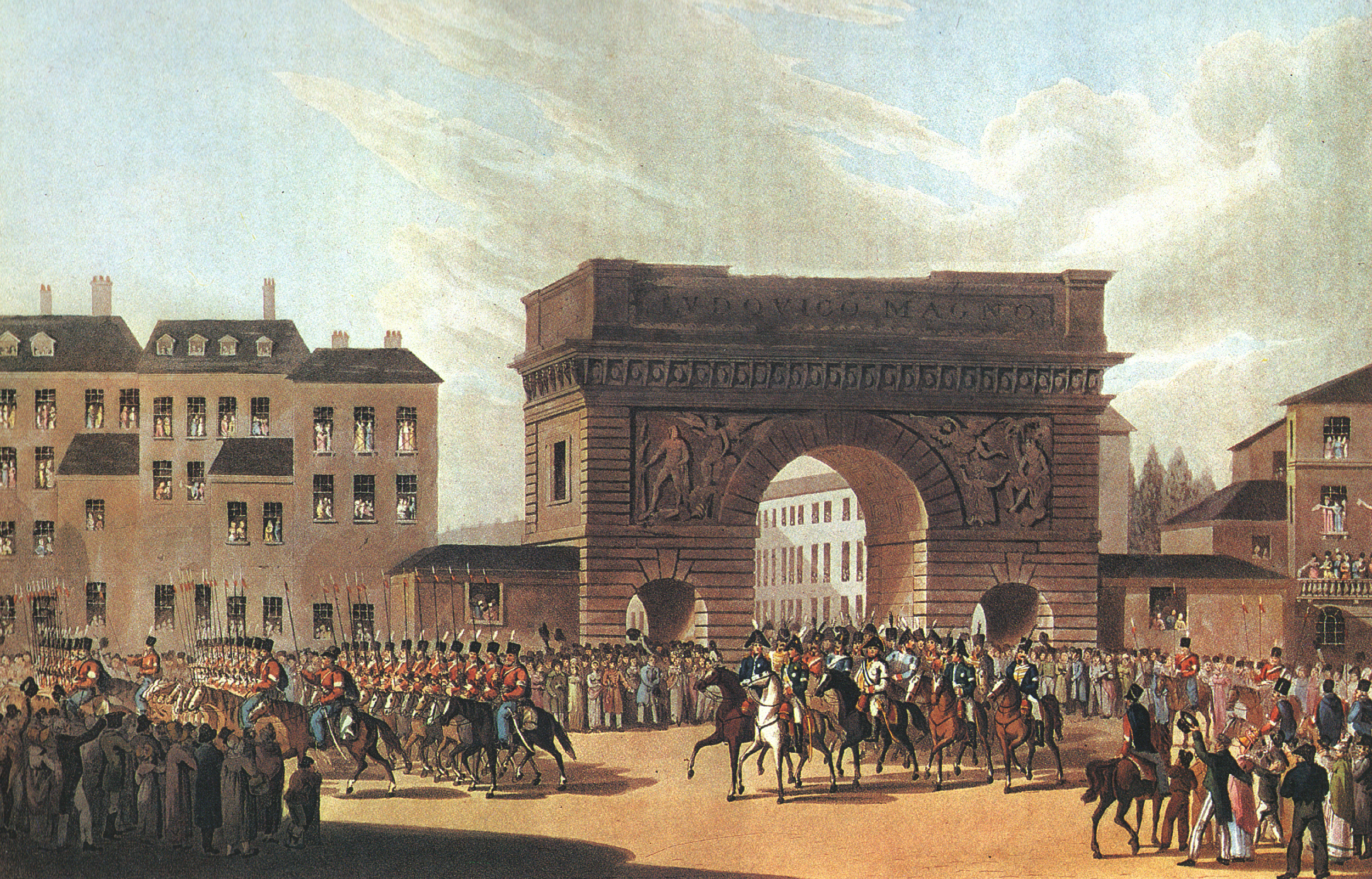
دخول الروس لباريس

الغزو الفرنسي لروسيا أو الحملة الروسية عام 1812 هو حملة عسكرية بقيادة نابليون بونابرت في أوج قوته. بعد أن غزا ما يقارب جميع بلدان أوروبا الغربية بدأ نابليون غزوا على أرض القيصر الروسي الكسندر الأول. قبل الاستيلاء على موسكو، فإن الغلبة كانت لجيش نابليون، ومع ذلك تمكن الأمير الروسي ميخائيل كوتوزوف، القائد العام للجيش الامبراطوري الروسي الأقل عددا في بداية الغزو، من رفع معنويات الجيش الروسي وتشجيعهم على إجراء هجومات مضادة، وتنظيم مضايقات تعرض لها الجيش الفرنسي خلال التراجع الكبير. الأمراض والشتاء، وإلى حد أدنى الجنود الروس، هي الأسباب المسؤولة عن هزيمة نابليون في روسيا.
هذا الغزو يعتبر من الحروب النابليونية، التي أبلغ عنها ليو تولستوي في رسالته التاريخية الشهيرة رواية الحرب والسلام، خلفت اثار عميقة في الثقافة الروسية، وسيتم تشبيهها مع الغزو الألماني في 1941-1942 (أو عملية بارباروسا)، خلال الحرب العالمية الثانية.
فقط 90٬000 من الرجال نجا من الحملة الروسية. الضحايا الروس في أثناء معارك قليلة قابلة للمقارنة مع الخسائر الفرنسية، ولكن عدد الضحايا المدنيين على طول الطريق التي استخدمتها الجيوش في الأراضي المدمرة، هي أعلى بكثير من الخسائر العسكرية. في المجموع، على الرغم من تقديرات الملايين من الوفيات، والخسائر تقدر بحوالي مليون وفاة، موزعة بالتساوي بين الروس والفرنسيين. بلغت خسائر الجيش إلى 300٬000 فرنسي و70٬000 بولندي و50٬000 إيطالي و80٬000 ألماني و210٬000 روسي. بالإضافة إلى الخسائر البشرية، فقد الفرنسيون أيضا أكثر من 200٬000 حصان وأكثر من 1٬000 قطعة مدفعية.
تجدر الإشارة إلى أن الجيش الفرنسي خسر ما يصل إلى 5 رجال من المرض (التيفوئيد والزحار) لكل رجل فقد في القتال.

### حملة فرنسا (1814)
واجه نابليون في شرق فرنسا القوات المتحالفة من روسيا وبروسيا والمملكة المتحدة والسويد والنمسا والعديد من الولايات الألمانية، الحلفاء السابقين لنابليون، بما في ذلك ممالك بافاريا وفورتمبيرغ وهي أقوى الولايات الألمانية. القوات التي غزت فرنسا تنقسم إلى ثلاثة جيوش: بوهيميا (كارل فيليب شوارزنبرج) وسيليزيا (جبهارد ليبيرخ فون بلوشر) والشمال (برنادوت).
في معسكر الإمبراطورية الفرنسية الأولى كانت الخسائر السابقة في عدد الرجال الغزو الفرنسي لروسيا وحرب الإتلاف الثالث كبيرة جدا لتعوض، وخاصة فيما لا تزال العديد من القوات متمركزة في قلاع ألمانيا، كما هو الحال في هامبورغ (يحكمها المارشال لويس نيكولا دافوت). مع تضاؤل الجيش وعدد المجندين (عديموا الخبرة من الشباب المجندين في عام1814 وماري لويز لا يرقون إلى مستوى الكبار)، وإلى حد كبير متضائلا عدديا، نابليون، وإذا كان يمكنه فرض عدة نكسات على أعدائه لا يمكنه أن يأخذ بزمام المبادرة والاستفادة من نجاحاته قليلة. حاول توقيف، ثم تجاوز هجوم العدو واتخاذ العمق طريدة، في حين أن الحلفاء ذاهبون إلى باريس والانشقاقات قد تضاعفت. دخل الحلفاء باريس في 31 آذار/مارس 1814.
استسلام باريس، بعد رفض نابليون مبارزة جنرالاته يقرر التنازل عن العرش في فونتينبلو، 6 أبريل.

### الحرب الروسية العثمانية من1828-1829
بدأت الحرب الروسية العثمانية عندما قامت اندلعت الثورة اليونانية ضد العثمانيين بدعم من الإمبراطورية الروسية.
عند اندلاع الأعمال العدائية، كان بالجيش الروسي 92٬000 جندي، وبالجيش العثماني 150٬000 جندي. في يونيو/حزيران 1828، عبر الجزء الأكبر من القوات الروسية بقيادة القيصر نيكولاي الأول نهر الدانوب في دبروجة. سابقا، دخل القائد العام للجيش الروسي، الأمير بيتر فيتجنشتاين، فلاشيا واستولى على برايلاو بوخارست دون صعوبة.
ثم فرض الروس حصارا على ثلاث مدن رئيسية في بلغاريا: شومين وفارنا وسيليسترا. مع مساعدة من أسطول البحر الأسود، بقيادة الكسي جريج، سقطت فارنا في 29 سبتمبر. تبين ان الحصار هو أمر أكثر صعوبة، حيث ان الحامية العثمانية تتفوق في عدد المهاجمين، وبالإضافة إلى ذلك، نجح العثمانيون في قطع امدادات الروس من قواعدهم، مما تسبب في حدوث مجاعة، ويساهم في تفشي الأوبئة في قواتهم. طوال فترة الحرب، تفتك الأمراض بالرجال أكثر بكثير من القتال.
مع اقتراب الشتاء، تخلى الجيش الروسي عن حصار شومين، وسيليسترا، وإلى تراجع من بيسارابيا. في شباط/فبراير 1829، اعتبرت محاولات فيتجنشتاين خجولة من قبل الإمبراطور، وتم استبداله بايفان ديبيش، في حين أن نيكولاس الأول دهب إلى سانت بطرسبورغ. في 7 مايو، عبر ديبيش نهر الدانوب ب 60٬000 رجل وبدا حصار سيليسترا. ارسل السلطان 40٬000 رجل لإغاثة فارنا، ولكن هذا الجيش هزم من قبل ديبيش في 40٬000معركة كوليفيشا40٬000 في 40٬00030 مايو40٬000. بعد بضعة أسابيع، سقطت سيليسترا في 19 يونيو/حزيران في يد الروس. وفي الوقت نفسه، على جبهة القوقاز استولى ايفان على اخالتسيخ ويريفان وكارس وأرضروم في في 27 يونيو.
انتهت الحرب الروسية العثمانية التاسعة بمعاهدة ادريانوبل، التي أيدت الإمبراطورية الروسية.

### حرب القرم أو الحرب الروسية العثمانية من1853-1856
حرب القرم (1853-1856) كانت حرب بين الامبراطورية الروسية والامبراطورية العثمانية.
وكان الصراع في الساحة الرئيسية في منطقة البحر الأسود.
بعد نزاع في بيت لحم بين الطائفة الكاثوليكية -المحمية من قبل فرنسا- والطائفة الأرثوذكسية[ ؟ ] -المحمية من قبل روسيا- توترت العلاقات بين روسيا والامبراطورية العثمانية حتى اعلان حرب.
ولكن هذا النزاع بين الرههبان في الكنائس والأماكن المقدسة هو مجرذ عذر. حتى بعد تسوية القضية من قبل الأتراك لصالح رجال الدين الأرثوذكس، طالبت روسيا السلطان بضمانات لجميع المسيحيين الأرثوذكس في الامبراطورية (1853)، ولكن الأسباب الحقيقية هي طموحات روسيا، والرغبة للوصول إلى المضايق والقسطنطينية، وهذا يعني ان الوصول إلى البحر الأبيض المتوسط. بعد رفض الحكم العثماني، احتل القيصر الممتلكات المولدوفي الولاشية في تموز / يوليو 1853. ثم أعلنت الإمبراطورية العثمانية الحرب على روسيا في 4 أكتوبر 1853.
تحالفت فرنسا وبريطانيا ثم سارديني (بيدمونت) مع العثمانيين.
تم تدمير الاسطول العثماني من قبل الاسطول الروسي في مرفأ سينوب في 30 نوفمبر 1853.
حدث انفراج في الوضع، حيث قرر الحلفاء الانزال على الأراضي في شبه جزيرة القرم والهجوم على الميناء الرئيسي الروسي في هذا البحر،سيفاستوبول.
بعد الهبوط في شبه جزيرة القرم في 14 أيلول/سبتمبر 1854، هزم الحلفاء الروس في معركة ألما (سبتمبر 20)، لكنهم فضلوا إنهاء حصار سيفاستوبول.
اضطر الروس لتخريب سفنهم واستخدموا مدافعها كمدفعية إضافية وطواقمها، كقوات برية. اضيب الاميرال بافل ناخيموف بجروح قاتلة في الرأس على يد قناص، وتوفي في 30 يوليو 1855.
خلال هذا الحصار، تواجه المنافسون في معارك معركة بالاكلافا في 25 أكتوبر ومعركة إنكرمان في 5 نوفمبر.
في 8 ايلول/سبتمبر 1855، سقط برج مالاكوف، موقع رئيسي في المدينة في يد الفرنسيين، بقيادة المارشال باتريس دي ماك ماهون، والذي اشتهر بشكل خاص لهذا الانتصار، حيث القى كلمته الشهيرة: «ها أنا ها ! وسوف أبقى»، مما تسبب في سقوط المدينة. مع انضمام ألكسندر الثاني بدأت مفاوضات السلام[ ؟ ]. معاهدة باريس[ ؟ ] التي وقعت في 30 آذار/ مارس 1856 ، وضعت حدا لهذا الصراع.

### الحرب الروسية اليابانية

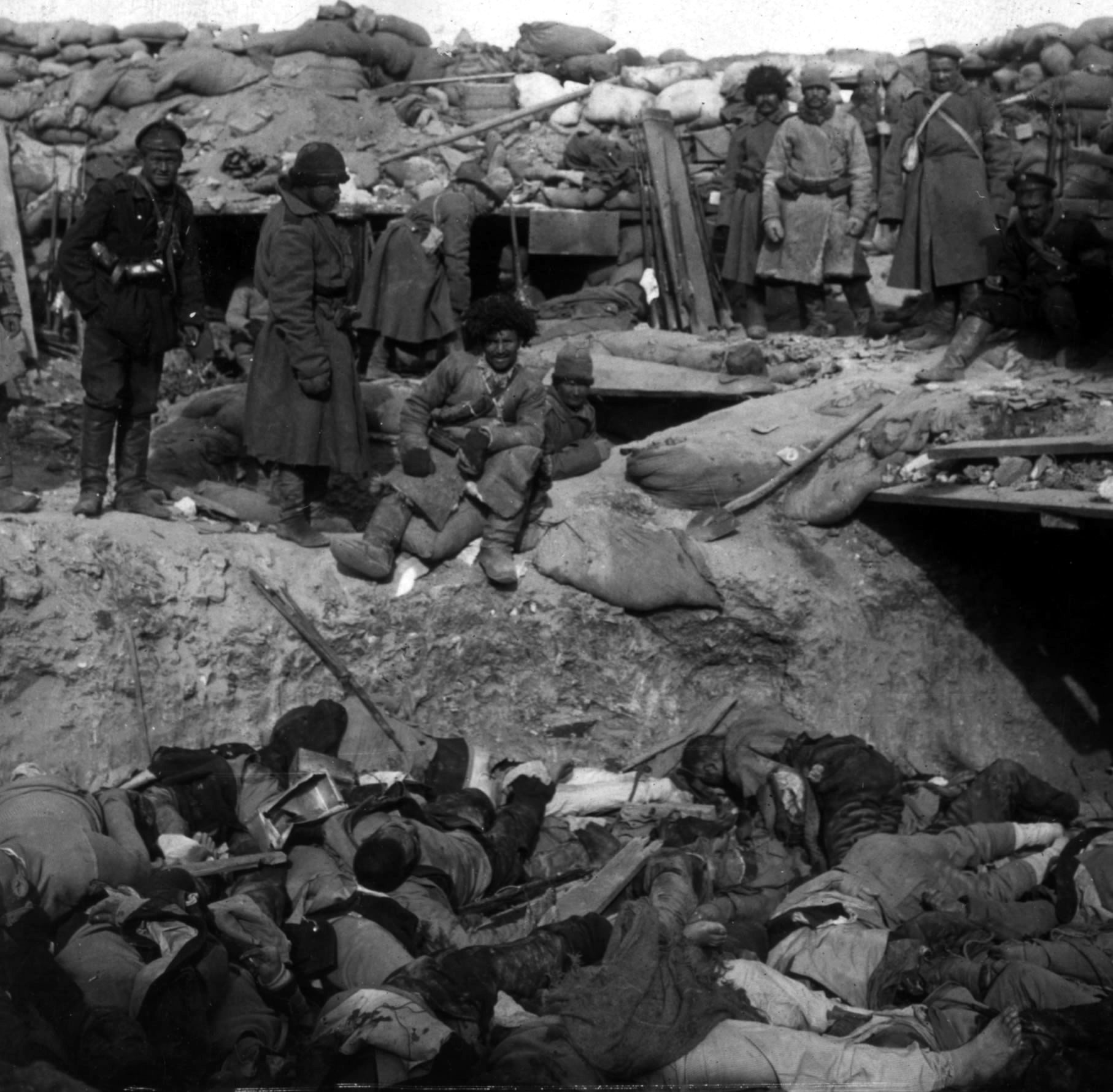
دفن الروس للجنود اليابانيين. على الرغم من انتصاره، تكبد اليابان خسائر أكثر من خصمه

على الرغم من انتصاره، تكبد اليابان خسائر أكبر من خصمه.
الأسباب المباشرة لهذا الصراع هي السيطرة على كوريا ومنشوريا، والكثير من مواردها المعدنية وبناء القطار العابر لمنشوريا الذي سمح لروسيا تقصير الطريق إلى إيركوتسك وفلاديفوستوك.
في عام 1904 امتد القطار العابر لسيبيريا، ولكن الاتصالات قاصرة في الشرق الأقصى من الإمبراطورية الروسية. وجدت القوات المسلحة الروسية نفسها قليلة في عدد القوات البرية في مواجهة متنامية لإمبراطورية اليابان في هذه المنطقة. القوات الروسية المتواجدة هناك معزولة ونائية من قواعدها أو قواتها الخلفية، ومن بعضها البعض.
في 13 كانون الثاني / يناير 1904، كانت اليابان قد أرسلت إنذارا لروسيا على منشوريا. من دون أن تتلقى ردا على ذلك، قام اليابان بهجوم مفاجئ بزوارق بحرية في بورت آرثر، شباط/ فبراير 8 1904. أعلن إمبراطور اليابان الحرب على روسيا في 10 شباط. في آذار / مارس، هبطت القوات المسلحة اليابانية في كوريا الجنوبية بسرعة وغزت البلاد. استخدموا تقدمهم وفرضوا حصار بورت آرثر في آب / أغسطس 1904. الروس، في الوقت نفسه، تراجعوا إلى {1}موكدين{/1} (الآن شنيانغ). أخذ الروس بزمام المبادرة في تشرين الأول بفضل تعزيزات من القطار العابر لسيبيريا، ولكن الأمر كان غير كاف. استسلمت بورت آرثر في يناير 1905. مدينة موكدين سقطت في آذار / مارس. أدى القتال البري الذي لا هوادة فيه للغاية إلى 85٬000 قتيل روسي و71٬000 قتيل ياباني) ثم انتهى حيث لم يكن للروس المزيد من الاحتياطيات للوصول إلى الشرق الأقصى.
و لكن في البحر ستكون الضربة اليابانية القاضية للقوات العسكرية الروسية في معركة تسوشيما في مايو 1905المعركة التي خاضها الأسطول الروسي في بحر البلطيق، والذي يتألف من 45 سفينة ارسلت لانقاذ بورت آرثر، سيتم إرساله إلى القاع.

### الحرب العالمية الأولى

المنافسات في أوروبا في عام 1914

عشية الحرب، عانت أوروبا من مشاكل الجنسيات والمطالبات الإقليمية. هذه الصعوبات هي أساسا في وسط القارة.
في عام 1914، تمت إعادة تنظيم الجيش بعد الهزيمة ضد امبراطورية اليابان. بعد دخول الحرب ضد الحلف الثلاثي، للإبقاء على التزاماتها لفرنسا، شنت الجيوش الروسية هجوما على بروسيا الشرقية والإمبراطورية النمساوية المجرية، وبعد بداية واعدة، كان مال الهجوم الفشل حيث إرسال تعزيزات الجيش الألماني التي تشارك في هجوم على فرنسا وبلجيكا. لكن عدم وجود القوات الألمانية على الجبهة الغربية، أصبح حاجة ماسة يشعر بها الحلف الثلاثي.
في عام 1917، خلقت الثورة الروسية الحرب الأهلية الروسية وانقسم الجيش بين حركة البيض والجيش الأحمر استانف دوره بعد فوزه.
بعد حل هذا الأخير مع نهاية الاتحاد السوفياتي، أصبحت القوات المسلحة للفيدرالية الروسية تحمل الشعلة.

#### 1914على الجبهة الشرقية
على الجبهة الشرقية، في أعقاب خطط الحلفاء، شن القيصر[ ؟ ] هجوما في بروسيا الشرقية في 17 أغسطس، قبل الموعد المقرر من قبل الألمان. في آب / أغسطس، بدا اثنان من الجيوش الروسية بغزو بروسيا الشرقية، وأربعة أخرى بغزو إقليم غاليسيا النمساوية. حققوا انتصارا في معركة غامبينين (19-20 آب / أغسطس) على قوة من الجيش الألماني الثامن أقل في العدد، وكانوا على وشك اخلاء المنطقة عندما حققت تعزيزات بقيادة الجنرال بول فون هندنبورج نصرا حاسما على الروس في معركة تاننبرغ (27-30 أغسطس 1914)، وأكد في معركة بحيرات مازور (بروسيا الشرقية)، 15 سبتمبر، مما اضطر الروس إلى الانسحاب إلى الحدود بينهما. اوقف الألمان أخيرا الهجوم الروسي في بروسيا (نهاية 31 آب / أغسطس). ولذلك، تراجع الروس إلى الوراء في اتجاه الحدود بينهما. في اليوم نفسه، سحق الروس النمساويين في معركة ليمبورج، التي انتهت في 11 سبتمبر.
عند مواجهة الجيوش النمساوية قليلة التجهيز أربعة جيوش روسية تقدمت هذه الأخيرة وغزت غاليسيا بعد الانتصارات التي حققها ليمبورج، في آب / أغسطس وأيلول / سبتمبر. استولت على لفوف (3 سبتمبر) وبوكوفينا وطردت العدو في منطقة الكاربات، حيث استقرت الجبهة في نوفمبر تشرين الثاني.
أجرى النمساويون ثلاث محاولات لغزو صربيا، ولكن تم صدها والهزيمة التي منيوا بها خفضت الانبعاثات المعتمدة، 24 آب. الصرب، الذين اخذوا في 13 ديسمبر بلغراد، المحتلة منذ 6 نوفمبر، بعد معركة رودنيك، لم يحاولوا أي غزو في النمسا والمجر.
في 20 أكتوبر / تشرين الأول خلال معركة فيستولا ارغم الألمان الروس على التراجع في حلقة من فيستولا. في أوائل نوفمبر، أصبح باول فون هيندنبورغ قائد الجيوش الألمانية في الجبهة الشرقية، وصربيا تعلن الحرب.
- - 10 نوفمبر: وجب على الروس وقف الهجوم امام اندفاع القوات الألمانية بوودج. في 6 ديسمبر سيطرة الألمان على وودج. الهجوم الألماني في بولندا الروسية توقف قبل وارسو (راجع معركة بوليموف.)

على الرغم من أن الحقيقة نادرا ما تذكر، استخدم الجيش الألماني لأول مرة قذائف أسلحة كيميائية في أواخر عام 1914 في بولندا ضد الجيش الامبراطوري الروسي، ولكن البرد الشديد جعلها غير فعالة تماما.
وأخيرا، ما بين 29 أكتوبر-20 نوفمبر، قصف الأتراك الساحل الروسي لالبحر الأسود. انضمت الإمبراطورية العثمانية إلى الألمان والنمساويين.
- - 7 ديسمبر: النصر الصربي في جبال بوتنيك، اضطر الامبراطورية النمساوية المجرية إلى التراجع إلى بلغراد.
    - الملك بطرس الأول من صربيا يدخل بلغراد.
    - بعد معارضته للحرب (ايستفان تيسا)، دعم القادة السياسيين الهنغاريون جهود الحرب النمساوية أساسا لأنهم يخشون من أن فوز الروس سيسمح بانفصال الأقليات السلافية في المجر وتفكيك البلد. تمت تعبئة 3٬800٬000 جندي في المجر 661٬000 سوف يقتلون، وأكثر من 700٬000 اصيب والعديد من الاسرى. شعار الامبراطورية القيصرية

#### 1915
- 2 ماي: الهجوم النمساوي الألماني في غاليسيا لمنع غزو المجر من قبل الروس.
- 6 ماي: الروس في حالة تراجع على الجبهة في 160 كيلومترا.
- 3 يونيو / الخروج من الجبهة الروسية في غورليس في غاليسيا. اجلاء الروس برزيمسل
- 22 يونيو: استيلاء الألمان على ليمبورج (لفيف) من الروس، الذين انسحبوا.
- 23 أغسطس: بعد أن طردوا إلى بريست، بريست تخلوا عن خط بوغ. بولندا هي في أيدي القوى الوسطى.

#### 1916
- 13 فبراير: اللواء الروسي الأول (يتألف من فوجين)، غادر موسكو من سيبيريا، ووصل في منشوريا في داليان 28 فبراير، حيث ذهب إلى فرنسا على متن السفن الفرنسية.
- 18 مارس: الفوز الروسي على الالمان في لاتفيا، جنوب ديونسك.
- 18 سبتمبر: ألكسي بروسيلوف يقطع الهجوم الروسي ضد الألمان.

#### 1917
- 17 سبتمبر: تمرد الجنود الروس في لا كورتين
- 26 نوفمبر: في أعقاب الثورة البلشفية، وقعت روسيا على وقف لإطلاق النار منفصل مع ألمانيا.

الثورة البلشفية من آذار / مارس وأكتوبر 1917 سمح للتقدم الألماني الكبير في روسيا. وقع البلاشفة هدنة مع قوات المحور في شهر كانون الأول / ديسمبر، ثم السلام مع معاهدة بريست-ليتوفسك (عن طريق التفاوض ليون تروتسكي في آذار / مارس 1918. من أجل هذا السلام المنفصل، اعطى الروس تضحيات هائلة، بما في ذلك قطار من ذهب (صودر من ألمانيا في معاهدة فرساي). احتلت ألمانيا بولندا وأوكرانيا وفنلندا ودول البلطيق وروسيا البيضاء. أيضا استفاد الألمانمن من هذا الانشقاق إلى إرسال تعزيزات كبيرة إلى الجبهة الغربية والسعي لتحقيق نصر سريع قبل الوصول الفعلي للأميركيين. انها عودة لحرب الحركة.

### ثورتي 1917

#### فبراير
الهزائم المتتالية في روسيا خلال الحرب العالمية الأولى هي واحدة من الأسباب التي أدت إلى الثورة. عند الدخول في الحرب، جميع الأطراف هي مع المشاركة، باستثناء الحزب الاشتراكي الديموقراطي. تجلب الحرب سلسلة مبهرة من المصائب في روسيا. منذ بدء الصراع، وبعد بعض النجاحات الأولية، يواجه الجيش الهزائم الثقيلة (في بروسيا الشرقية على وجه الخصوص)؛ تثبت ان المصانع غير كفاية إنتاجيا، وعدم كفاية شبكة السكك الحديدية، وتوريد الأسلحة والمواد الغذائية للجيش اعرج. في الجيش، تحطم الخسائر كل الأرقام القياسية (1٬700٬000 قتلى 5٬950٬000 جرحى) واندلعت أعمال التمرد والمعنويات منحطة. تحمل الجنود يصبح أقل وأقل من عجز ضباطهم (شهدنا وحدات تخوض المعركة مع رصاصات لا تطابق عيار بنادقهم) والبلطجة واستخدام العقاب البدني في الجيش.
المجاعة قائمة والبضائع شحيحة. الاقتصاد الروسي، والذي يعرف قبل الحرب معدل النمو الأعلى في أوروبا قطع من السوق الأوروبية. مجلس النواب في البرلمان الروسي (الدوما[ ؟ ])، الذي يتألف من أحزاب ليبرالية تقدمية، حذر القيصر نيكولاس الثاني ضد هذه التهديدات لاستقرار روسيا ووضع خطة ونصحه لتشكيل حكومة دستورية جديدة. لكن القيصر يتجاهل رأي مجلس الدوما.
شهر فبراير 1917 يشتمل على كافة الميزات لانتفاضة شعبية : من فصل الشتاء الصعب، إلى نقص الأغذية، والتعب من الحرب... وتبدأ مع الضربات العفوية في مطلع فبراير / شباط، وعمال المصانع في العاصمة بتروغراد. خلال هذه الغارات، نظمت مظاهرات للمطالبة بالخبز معتمدة من قبل القوى العاملة الصناعية، والذي يجد سببا لإطالة أمد الإضراب. في اليوم الأول، على الرغم من عدة مواجهات مع الشرطة، ليس هناك ضحية.
في الأيام التالية، الإضرابات أصبحت على نطاق واسع في جميع أنحاء بتروغراد والتوتر سائد. الشعارات، وحتى ذلك الحين مخفية، اشبحت مسيسة : "لتسقط الحرب! "" فلتسقط الاوتوقراطية!. هذه المرة، المصادمات مع الشرطة تخلف ضحايا من كلا الجانبين. المحتجين المسلحين أنفسهم من خلال نهب مراكز الشرطة.
بعد ثلاثة أيام من المظاهرات، يعبئ القيصر[ ؟ ] القوات في مدينة لقمع التمرد. قاوم الجنود المحاولات الأولى في التآخي وقتل العديد من المتظاهرين. ومع ذلك، في الليل، جزءا من الفرقة تدريجيا انضم إلى معسكر المتمردين، الذين امكن تسليح أنفسهم على نحو أفضل. وفي الوقت نفسه، القيصر، لا حيلة له، لم يعد قادرا على الحكم، حل مجلس النواب، وانتخب لجنة مؤقتة.
هذا انتصار الثورة. تنازل القيصر نيقولا الثاني عن العرش في 2 مارس. يوم 2 مارس من «الأسلوب القديم» يقابل في 15 مارس من النمط «الجديد»). جميع الأفواج من حامية بتروغراد انضمت إلى التمرد. الحلقة الأولى من الثورة لا تزال المئات من الضحايا، معظمهم في صفوف المتظاهرين. تتسبب في انهاء القيصرية وانتخابات مبكرة للعمال في بتروغراد.

#### ثورة أكتوبر
ثورة أكتوبر (بالروسية : Октябрьская революция) في روسيا، والمعروفة أيضا باسم الثورة البلشفية، تشير إلى أن الثورة التي بدأت مع الاستيلاء على السلطة من قبل البلاشفة تشرين الأول / أكتوبر 25، 1917 (في التقويم اليولياني، وهذا الذي يتوافق مع تاريخ 7 نوفمبر التقويم الحديثة).
هذه هي المرحلة الثانية من الثورة الروسية ككل، وبعد ثورة شباط / فبراير من تلك السنة. ثورة أكتوبر اطاحت الحكومة المؤقتة وأعطت السلطة إلى البلاشفة. وتلتها الحرب الأهلية الروسية، ثم من خلال إنشاء اتحاد الجمهوريات الاشتراكية السوفياتية في عام 1922.

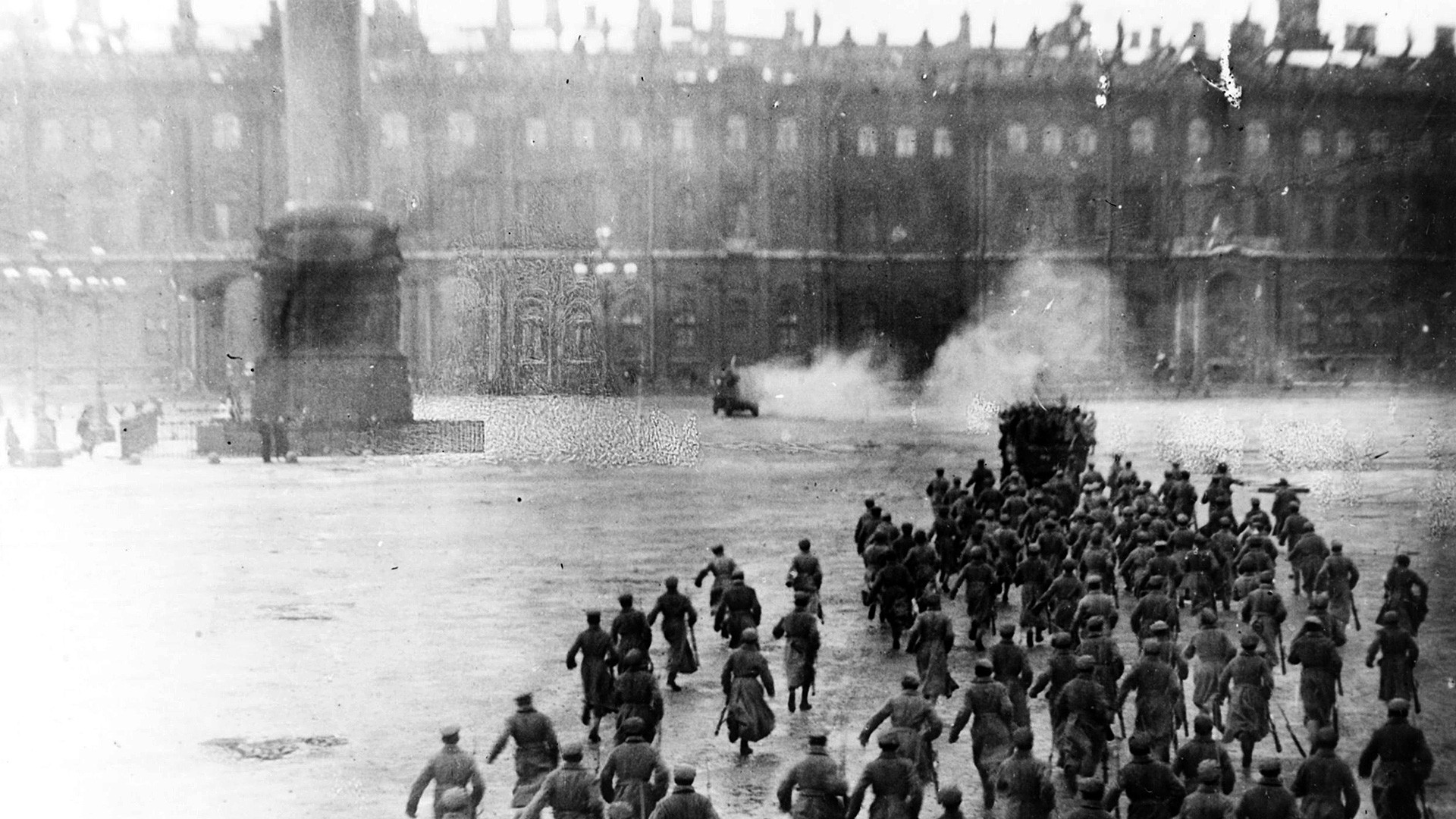
أعيد بناء قصر الشتاء في عام 1927 من جانب سيرجي اينشتاين.

في الساعات القليلة التي أعقبت الانتفاضة في موسكو وسان بطرسبرج، حفنة من المراسيم من شأنها أن ترسي الأسس لقيام الثورة.
- مرسوم السلام. أولا، أعلن فلاديمير لينين إلغاء الدبلوماسية السرية، واقتراح جميع الدول المتحاربة لبدء المفاوضات "لتحقيق سلام عادل وديمقراطي، على الفور، دون ضم ودون تعويضات. توافق ألمانيا فقط. عين ليون تروتسكي المفوض الشعبي للشؤون الخارجية وحينئذ نشر المعاهدات السرية بين القوى العظمى، كميثاق التحالف الفرنسي الروسي في 1894 واتفاقية سايكس بيكو لعام 1916 المشاركة في دفع منطقة الشرق الأوسط بين الحلفاء. يوم 15 ديسمبر، تم التوقيع على هدنة روسية ألمانية في بريست، بريست، وإجراء مفاوضات سلام.
- ثم مرسوما على أرض الواقع : "الأرض العظيمة تلغى على الفور من دون تعويض، ويترك للسوفييتات الفلاحين الحرية لفعل ما يشاءون، والتنشئة الاجتماعية للأرض أو تبادلها بين المزارعين الفقراء. في الممارسة العملية، يؤكد هذا المرسوم الواقع، لأن المزارعين من تلقاء أنفسهم نفذوا منذ الصيف الماضي احتلالا هائلا في مناطق واسعة. على الأقل للتأكد من أنها تفعل ذلك كحملات خيرية حيادية، سوف تستمر حتى ربيع عام 1918.
- تدابير أخرى ستتبعها في تأميم البنوك (14 كانون الأول)، عامل السيطرة على الإنتاج، وإنشاء ميليشيا عمالية والسيادة والمساواة لجميع شعوب روسيا وحقها في التصرف في أنفسهم "من قبل بما في ذلك الانفصال التام وإقامة دولة مستقلة، وإلغاء جميع الامتيازات الوطنية أو الدينية، والفصل بين الكنيسة الأرثوذكسية والدولة، والانتقال من التقويم اليوليوسي إلى التقويم الغريغوري، الخ.

تحقيق انهم لا يستطيعون ان يحكموا من دون دعم المناطق الريفية، التي تشكل الأغلبية الساحقة من البلد، والبلاشفة عقدوا 10 حتي 16 نوفمبر مؤتمر فلاحين الذين، على الرغم من الأغلبية المعادية للبلاشفة اعتمدوا المرسوم على الأرض دعموا الحكومة الثورية الجديدة، ليعلنوا اتحادا بين البروليتاريا والفلاحين.

#### بعد الثورة
الحرب الأهلية الروسية هي مجموعة من الأحداث التي مزقت روسيا في أربع سنوات اعتبارا من أوائل عام 1918 وحتى أواخر عام 1921. انها امتداد للثورة الروسية في تشرين الأول/أكتوبر 1917 وتستمر حتى إعلان السياسة الاقتصادية الجديدة.
في الحرب الأهلية الروسية لا يتواجه البلاشفة الثوريون فقط مع حركة البيض أنصار العودة إلى النظام القديم القيصري. أعمال العنف المدمرة للصراع ترجع إلى أثر الإرهاب «الأبيض» و«الأحمر» المقرر من الأعلى. هذه الحرب الأهلية هي في المقام الأول إلى فوضى لا توصف وعنيفة جدا، حيث كانت الدولة الروسية تتفكك، تحت ضغط القوى النابذة المتعددة حتى لإعادة الإعمار والانتعاش على أيدي البلاشفة المنتصرين.
الحرب ينظر إلى غيرها من التشكيلات الثورية (منشفيك ودعاة الملكية ولاسلطوية وأعضاء الجمعية التأسيسية السابقة أيضا كقتال ضد البلاشفة، وأحيانا بشكل مستقل، وأحيانا على حساب تعريض بالتواطؤ مع الجنرالات البيض. محاولات تحرر الأقليات القومية، وتاثير الجيش الأخضر الفلاحي (المعادين للبلاشفة والبيض)، ومشاريع الدفاع عن ماخوفشينا الفوضوين في أوكرانيا، والتدخل الأجنبي، وتعدد تسوية عفوية وتفجر العنف يمكن ان تضيف إلى الاضطرابات  أخيرا، الانقلابات في التحالفات والانقسامات لم تفشل، ولا انتكاسات : تغير كييف ولاءها 14 مرة خلال الحرب.
استفاد البلاشفة من منظمتهم المتفوقة انضباط. على الرغم من أنها التقت مقاومة شعبية عنيفة، وكان البرنامج في نهاية المطاف أقل بكثير استحسانا من الجماهير من البيض، الذين يميلون للعودة البسيطة إلى حالتهم السابقة في الشؤون. معسكر المعارضة في ثورة أكتوبر قد عانى من عدم تجانسه والشقاق.
بعض جنلرالات «البيض» كما لافر كورلينوف لا يهتمون فعلا باستعادة النظام الملكي بقدر ما يسعون إلى ترأس جمهورية ديكتاتورية. تؤذن مشاريعهم بعض الفاشية الأوروبية 
وفقا لسيرج فوليكو، "الحرب الأهلية تشكل الحزب وتجعل من السياسة العامة محددة مع الثورة ليس تلك التي كانت مثالية قبلا. بين عامي 1918 و1921-1922، وضعت في مكان دولة ثورية : الحرب الاهلية كما تعتبر استمرارا للثورة 

## معرض صور

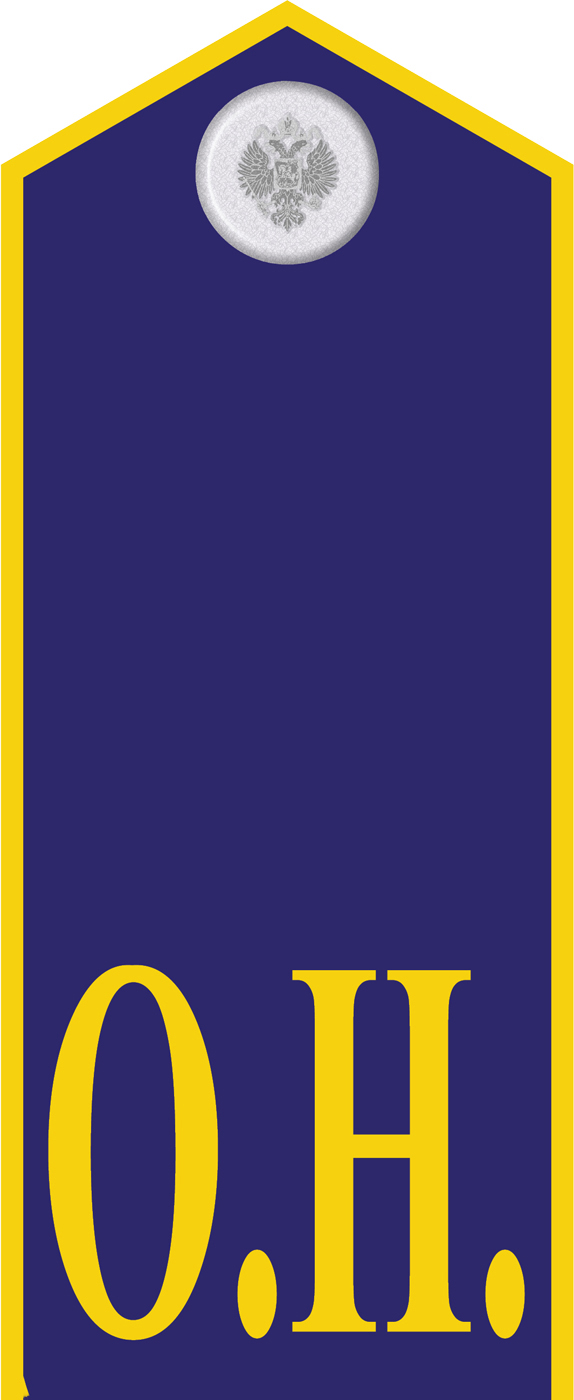
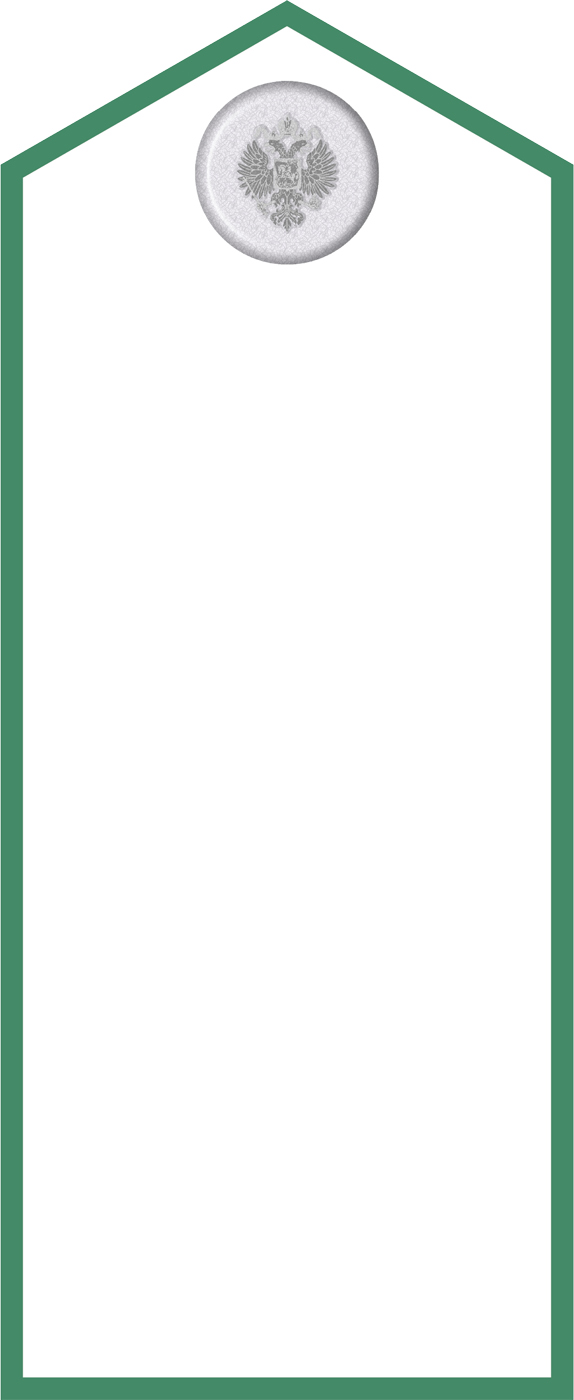
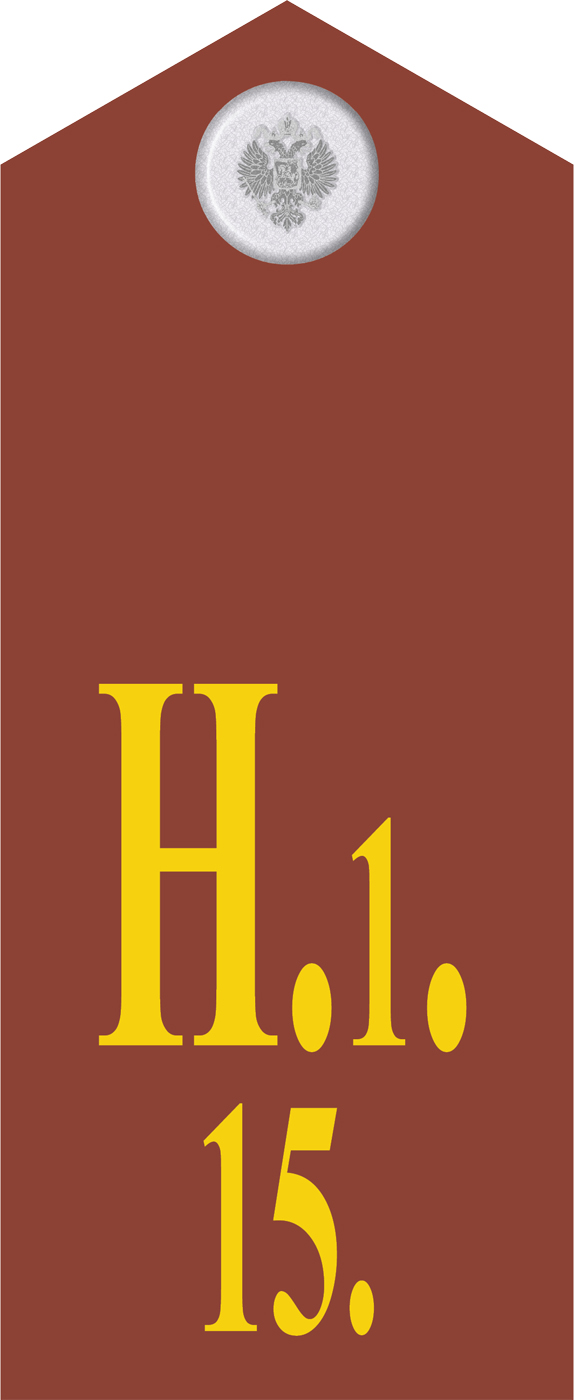
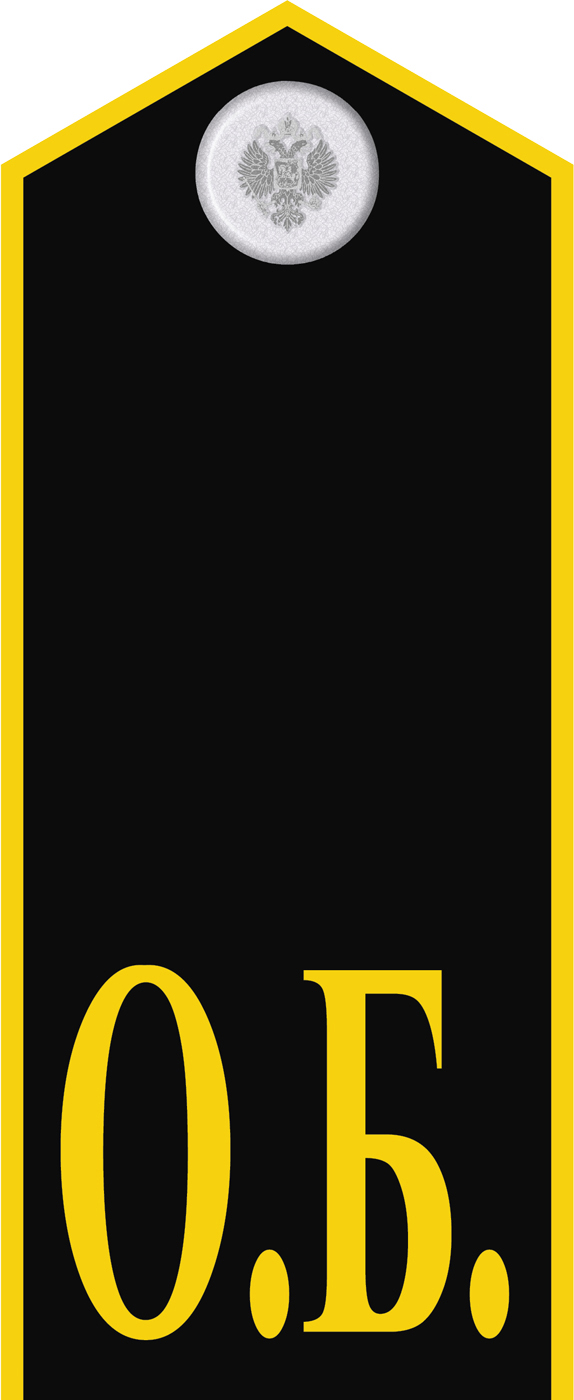

## وصلات خارجية
- الجيش الروسي في الحروب النابوليونية
- مجموعة جامعة براون للتاريخ العسكري التاريخ العسكري ومبيانات